# Resolució 487 del Consell de Seguretat de les Nacions Unides
La Resolució 487 del Consell de Seguretat de les Nacions Unides, aprovada per unanimitat el 19 juny de 1981, va condemnar l'atac aeri conegut com a Operació Òpera, per part del govern de Israel, al reactor nuclear d'Osirak, situat als afores de Bagdad (Iraq).
El Consell de Seguretat, per mitjà de la resolució 487, va cridar al cessament de les activitats hostils, donant a l'Iraq el dret a reclamar una compensació pels danys causats, i reclamant a Israel que posés totes les seves instal·lacions nuclears a la disposició de les mesures de seguretat de l'Agència Internacional de l'Energia Atòmica.

## Causes prèvies
El dia 7 de juny de 1981, Israel va realitzar un atac aeri preventiu per sorpresa, contra un reactor nuclear en construcció situat a 17 quilòmetres al sud-est de Bagdad, capital de l'Iraq
Aquest reactor havia estat comprat per l'Iraq l'any 1976 a França. Tots dos països van afirmar que el reactor nuclear, conegut com a Osirak pels mitjans francesos i com Tammuz (en àrab: اوسيراك) pels mitjans oficials iraquians, era fabricat amb finalitats pacífiques, com la recerca de l'energia nuclear. No obstant això, el govern israelià veia el reactor com un perill, argumentant que estava dissenyat per a la fabricació d'armament nuclear.

## Revisió
El maig de 2009, la Comissió de Relacions Exteriors del parlament iraquià va començar a prendre mesures per forçar Israel a pagar la indemnització del dany causat per l'atac de 1981. Aquesta acció es va basar en la Resolució 487.